# Ormándy Jenő
Ormándy Jenő, Eugene Ormandy (született Blau Jenő) (Budapest, 1899. november 18. – Philadelphia, 1985. március 12.) magyar származású amerikai hegedűművész, karmester. Számos hanglemezt készített, repertoárján elsősorban késő romantikus és impresszionista művek szerepeltek.

## Fiatalkora
Blau Jenőként, zsidó családban, Budapest VII. kerületében született. Szülei Blau Benjámin (fogorvos) és Berger Rozália. Apja amatőr hegedűművész volt. Ötévesen (!) kezdett hegedülni tanulni a Magyar Királyi Zeneakadémián. Hétévesen adta első koncertjét, miközben Hubay Jenőnél 14 mesterfokozatot abszolvált. 1920-ban egyetemi diplomát szerzett filozófiából. 1921-ben az Amerikai Egyesült Államokba emigrált. Ekkortájt változtatta a nevét Ormándy Jenőre (Eugene Ormándy, egyes források szerint anyja családi neve után már eleve Ormándy volt a középső vezetékneve).

## Pályája
Pesti barátja, Rapée Ernő, az Akadémia egykori végzős zongoristája New Yorkban, a Capitol Theatre-ben játszott. A 77-tagú zenekar némafilmekhez vett fel zenei aláfestést. Ormándy a zenekar koncertmestere, majd hamarosan egyik vezetője lett. 1923 és 1929 között hegedűsként 16 felvételt készített velük.
Arthur Judson, az 1930-as évek amerikai klasszikus zenéjének vezető impresszáriója Ormándyt először akkor hallotta, amikor az szabadúszóként beugrott egy balettestre, a Carnegie Hallban, Isadora Duncan fellépésén. Judson később azt mondta: „Azért jöttem, hogy egy táncost lássak, és helyette egy karmestert hallottam.” Nagyban segítette Ormándy karrierjét, amikor 1931-ben Arturo Toscanini betegsége miatt Judson felkérte a Philadelphia Orchestra vezénylésére. Ezzel mutatkozott be karmesterként Minneapolisban.

### A Minneapolisi Szimfonikusoknál
1936-ig karmesterként működött a Minneapolisi Szimfonikus Zenekar (jelenleg Minnesota Orchestra) élén. A nagy gazdasági világválság alatt az RCA Victor szerződtette egy sor népszerű zenedarab felvételre. A záradék szerint a muzsikusokat „a szerződés kötelezi a kifizetés ellenében heti bizonyos számú órát teljesíteni (próbák, koncertek, műsorok, vagy felvétel során). Mivel Victornak nem kellett fizetni a zenészeket, megtehette, hogy a legjobb szakembereket és berendezéseket küldje Minneapolisba. A felvételek 1934. január 16. és 1935. január 16. között zajlottak. Néhány bemutató hanglemez is készült akkor: John Alden Carpenter Egy gyermekkocsi kalandjai; Kodály Zoltán: Háry János Szvitje; Arnold Schoenberg: Megdicsőült éje és külön megbízás alapján Roy Harris Amerikai Overture-je a When Johnny Comes Marching Home polgárháborús induló főoldalára. Ormándy felvételein szerepelnek Bruckner 7. és Mahler 2. szimfóniája közismert darabok is.

### A Philadelphia Orchestránál
Ormándy 44 éves hivatali ideje a Philadelphia Orchestra zenekar élén 1936-ban kezdődött, és forrása lett sok, tartós hírnevét öregbítő előadásnak. Két évvel azután, hogy kinevezték Leopold Stokowskit az egyetem rektorává, ő lett a zeneigazgató. (Stokowski 1941-ig folytatta a koncertezést Philadelphiában; 1960-ban tért csak vissza mint vendégkarmester.) Zenei rendezőként Ormándy évi 100-180 koncertet dirigált. 1980-ben onnan is vonult nyugalomba.
Gyorsan tanulta be a számokat, jellemzően kívülről, pálca nélkül vezényelt. Gyakran bizonyította kivételes zenei és személyes integritását, rendkívüli vezetői készségeit. Formálisan és a pódiumon is stíluspéldaképe barátja, Arturo Toscanini volt. Egy zenekari zenész így gratulált neki: „Ön nem úgy tart ki minden egyes hangot, mint néhány karmester teszi.” Ormándy a Philadelphia Zenekarral folytatta azt a termékeny, legato stílust, amelyet Stokowski révén a zenekar jól ismert, elismerték a pazar hangzást, csak azt bírálták, hogy hiányzik a személyes kontaktusteremtő készsége a zenészeivel. Dinner Lenny utolsó interjúiban Leonard Bernstein Ormándyt bírálja, hogy ugyanazon a buja hangon szólaltatja meg minden darabját, akkor is, ha a zeneszerző a darabjában a szóban forgó hangzást nem írja elő. A kritika is ezt szajkózta akkoriban.
Ormándy különösen alkalmas volt a késő romantikus és a 20. század eleje zenéjének interpretálására. Különösen kedvelte Bruckner, Debussy, Dvořák, Ravel, Richard Strauss, Csajkovszkij, Sibelius, és Bach műveinek átiratait. Teljesítményét Beethoven, Brahms, Haydn és Mozart tekintetében kevésbé tartották sikeresnek egyes kritikusok, különösen amikor a buja, úgynevezett „Philadelphia Sound” stílusában adta elő őket. Másrészt, Donald Peck, a Chicagói Szimfonikusok fuvolaszólistája számol be arról, hogy amikor Ormándy vezényelte a Chicagót Beethoven Kilencedik szimfóniájában, az volt a legnagyobb kilencedik, amit valaha is hallott. Különösen avatottan dirigálta Szergej Rahmanyinov zenéjét a Szimfonikus táncok premierjén és a zeneszerző három zongoraversenyét, 1939–40-ben. Ő rendezte Dmitrij Sosztakovics több szimfóniájának amerikai bemutatóját. Ő készítette az első felvételt Deryck Cooke-kal a teljes Mahler 10. szimfóniájáról, amelyet számos kritika méltatott. Ő rögzítette Camille Saint-Saëns Harmadik szimfóniájának csillagot kapott, és nagy megbecsülésnek örvendő előadását is. Ezenkívül a nagy amerikai zenészek sok-sok műve ősbemutatóját, úgymint Samuel Barber, Paul Creston, David Diamond, Howard Hanson, Walter Piston, Ned Rorem, William Schuman, Roger Sessions, Virgil Thomson és Richard Yardumian.
Kenneth Woods Ormándyt a 14. helyre rangsorolta a karmesterek Real Top 20 versenyében, mondván, a kritikusok utálják őt. Meg kell lennie az első „ténynek”, amit tanítanak a kritikusiskolában – amely mindig működik, ha egy Ormándyhoz csapódott cikket írunk. Szerinte a gyűjtők is utálják. Csak azt nem érti, hogy filmen lenyűgöző, klasszikus és ízléses vezénylési technikája egyáltalán nem érvényesül. A Philadelphia Orchestra egyetlen igazi riválisa Karajan Berlini Szimfonikus zenekara volt az 1950-es, '70-es években, egy még szigorúbb és még sokoldalúbb zenekar.

## Vendégszereplései

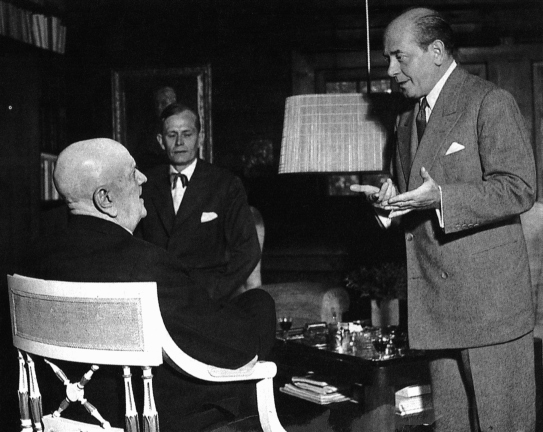
Ormándy Finnországba több alkalommal is ellátogatott. A kép 1951-es látogatásán, Jean Sibelius ainolai otthonában készült (balról a házigazda, középen Nils-Eric Ringbom, jobbról Ormándy)

A Philadelphia Zenekarral gyakran turnézott székhelyükön kívül is, New Yorkban és más amerikai városokban, de vállalt számos külföldi fellépést is. 1955-ös Finnország-beli turnéja során, Ormándy és a zenekar más tagjai meglátogatták Jean Sibeliust birtokán. A Sibeliusszal készült képet a zeneszerző Első szimfóniája 1962-es sztereó felvétele borítóján publikálták, öt évvel az idős mester halála után. 1973-ban  a Nixon elnök '72-es látogatását követő enyhülő légkörben Kínában turnézott, a lelkes közönségnek olyan darabokat bemutatva, amelyektől az már évtizedek óta el volt zárva, mint nyugati klasszikus zenétől általában (az ún. kulturális forradalom alatt).
Ormándy a Philadelphia Zenekarral, valamint kisebb együttesek tagjaiból alakított saját zenekarával gyakran muzsikált Richard P. Condie-val (később meg Jerold Ottley-vel), és a Mormon Tabernákulum Kórussal, hogy több felvételt készítsenek a már véglegesnek tekinthető, de ma leginkább a Grammy-díjas Peter Wilhousky vezényletével ismert A Köztársaság harci himnuszából.
Miután Ormándy 1980-ban hivatalosan visszavonult zenei rendezői állásából a Philadelphia Orchestrától, más zenekarokkal is készített még jó pár felvételt.
Vendégkarmesterként már korábban sok más zenekarral dolgozott, pl. 1966 novemberében  Antonín Dvořák 9., Új világ szimfónia című művét a London Symphony Orchestra közreműködésével vette fel, 1952 júliusában pedig a Prades Fesztiválzenekarral, amelyben Pablo Casals névtelenül játszott, Robert Schumann Cselló Koncsertóját rögzítették. Egyetlen az Egyesült Államokon kívüli kereskedelmi felvételként, 1950 decemberében a New York-i Metropolitan Opera ifj. Johann Strauss: A denevérje angol változata készült.  1978-ban, élőben rögzítette a New York-i Filharmonikusok élén Sergey Rachmaninov 3. zongoraversenyét, Vladimir Horowitz-cal.

## Filmen
1947-ben, Ormándy cameoszerepben megjelent a Night Song c. filmen, amelyben Leith Stevens Zongoraversenyét, szólistaként Arthur Rubinstein játszotta.

## Díjak és kitüntetések
- 1970-ben Richard Nixontól megkapta az Elnöki Szabadság Érdemrendet
- Hatalmas befolyása volt az amerikai zenére és a philadelphiai előadóművészek közösségére, ezért 1972. december 15-én elnyerte a rangos University of Pennsylvania Glee Club nívódíját.[4] 1964 elején ezt a díjat azért hozták létre, hogy minden évben elismerésüket nyilvánítsák annak a személyiségnek, aki jelentős mértékben hozzájárult a zene világához, és segített olyan légkört létrehozni, amelyben a tehetségeket fel lehet fedezni.
- 1976-ban II. Erzsébet brit királynő megtisztelte a Brit Birodalom Lovagja címmel
- 1977-ben megkapta a Ditson Karmesteri díjat, mert síkra szállt az amerikai zenéért
- A Rádiózás Úttörői Philadelphia  jelölte az év emberének 1979-ben és 2003-ban bekerült a Hall of Fame-be is
- 1982-ben kitüntették a Kennedy Center Honorsszal
- A Yale Egyetem Sanford Medalját is megkapta

## Hangfelvételei

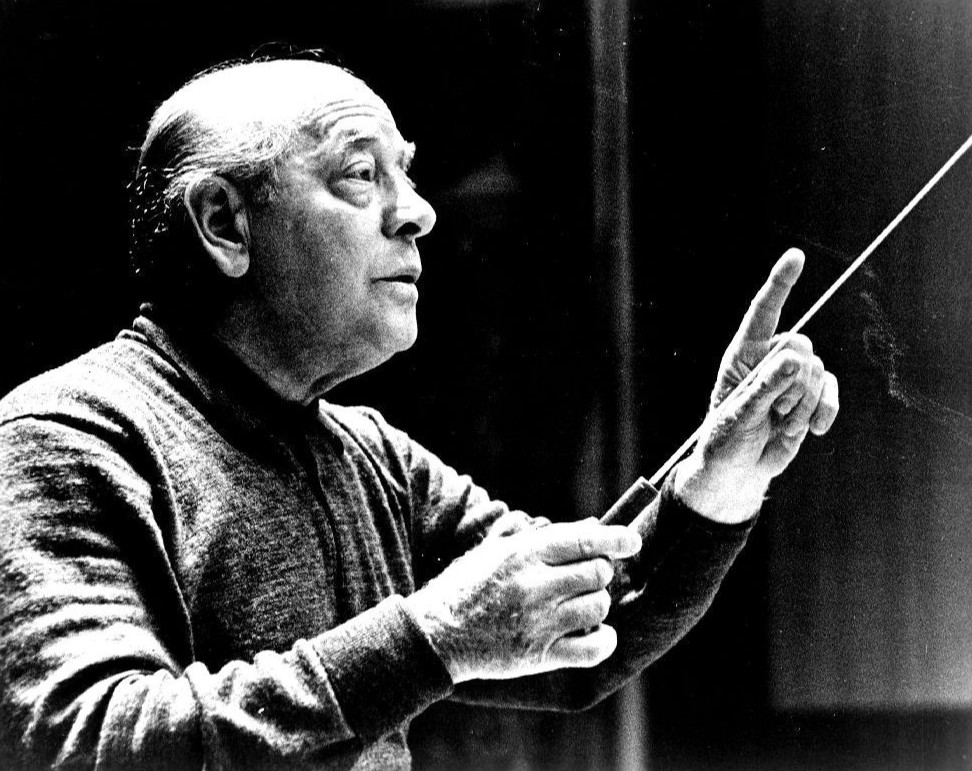
A stúdióban, 1973-ban

Számos felvétele készült mind az akusztikus, mind az elektromos, mind a digitális korban. 1936-tól haláláig több száz a Philadelphia Orchestra közreműködésével, amelyek felölelik szinte az összes klasszikus zenei műfajt.
Thomas Frost, számos Ormándy Columbia-felvétel Grammy-díjas producere mondta, az úgynevezett Ormándy-stílusról: „… a legegyszerűbb karmester, akivel valaha dolgoztam – akinek kevesebb az ego problémája, mint bármelyikünknek … Minden szabályos, profi, szervezett. Óránként több számot vettünk fel, mint bármely más zenekar valaha is.” 1962. március 11-én Ormándy és a Philadelphia rögzítette Sibelius Első szimfóniáját. A Szemjon Bogatirjov-rendezte Csajkovszkij  7. szimfóniáját a nyugati féltekén ő mutatta be először, Delius A tavasz első kakukkszavát hallvához hasonlóan.
A zenekar a philadelphiai zeneakadémián ritkán készített felvételt, mert a gyártók úgy gondolták, hogy száraz akusztikája nem ideális. Sőt, Ormándy úgy érezte, hogy az akadémia 1950-es évek közepén történt felújítása tönkre is tette az akusztikáját. Ahelyett inkább a Philadelphia Broadwood Hotel báltermében, az Athletic Club Broadon, a Városházán, és a North Broad Street-i, skót rítusú katolikus templomban, a Franklin Parkway közelében dolgoztak. Utóbbi helyszín mellett szólt 1692 ülőhelyes nézőtere mellett ragyogó rezonáns akusztikája, amelyben lenyűgöző hangzású hifi felvételeket készítettek. Negyedik helyszínként még a régi (philadelphiai) Metropolitan Operaházat használták a későbbi EMI-felvételekhez.
Ormándy következő lemezkiadóknak dolgozott: RCA Victor Red Seal (1936-1942; 1968-1980), Columbia Masterworks Records (1944-1968), és a EMI / Angel Records (1977-ben). Három albumot is rögzített a Telarc (1980) és Delos (1981) kiadókkal. Első digitális felvétele a Bartók Concertója volt, az RCA-nél, 1979-ben.
RCA-s minneapolisi 1934 és 1935-ös sorozata 1942-ig folytatótott, amikor is az amerikai Federation of Musicians tilalmat rendelt el a felvételekre a Philadelphia Orchestra vs. Columbia ügy miatt. Utóbbi már 1944-ben megállapodott a felvételekről, mielőtt az RCA tette volna. A Columbia szellemi termékeként Borogyin Poloveci táncokját Ormándy vezényelte először sztereó felvételen, 1957-ben. Ezek azonban nem a zenekar első sztereó felvételei voltak, mert Leopold Stokowski már folytatott kísérleteket az 1930-as években a többsávos felvételekkel Walt Disney 1940-es filmje, a Fantasia kapcsán. 1968-ban, Ormándy és a Philadelphia Orchestra visszatért az RCA-hez. Az első projektek között újdonság Csajkovszkij Hatodik szimfóniája, a Pathetique volt.
Camille Saint-Saëns 3. szimfóniája Orgonára felvételét a legjobb valaha gyártott felvételnek nyilvánította a Fanfare Magazinban a neves orgonista, Virgil Fox mondván: Ez a gyönyörű előadás a szimfónia legjobb verziója. A Telarc felvételén Michael Murray orgonaművész is nagyon dicsérte. Archiválva 2016. szeptember 10-i dátummal a Wayback Machine-ben
Ormándy arról is híres, hogy csalhatatlanul érzékeny concerto-zenész volt. Lemezfelvételei utolérhetetlen öröksége Arthur Rubinstein, Claudio Arrau, Vladimir Ashkenazy, Vladimir Horowitz, Rudolf Serkin, David Ojsztrah, Isaac Stern, Leonard Rose, Itzhak Perlman, Emil Gilels, Van Cliburn, Emanuel Feuermann, Robert Casadesus, Yo-Yo Ma, Szergej Rahmanyinov szólistákkal és másokkal történt együttműködésének.

### Lemezfelvétel-premierek
Világpremier felvételeket készített a Philadelphia Orchestrával, mégpedig:
- Richard Strauss Sinfonia Domestica, RCA Victor, 1938. május
- Szergej Prokofjev Alekszander Nyevszkij, km. Jennie Tourel (mezzoszoprán) és a Westminster Kórus. RCA Victor, 1945. május
- Prokofjev: 6. szimfónia, Columbia, 1950. január
- Prokofjev: 7. szimfónia, Columbia, 1953. április
- Dmitrij Sosztakovics: 1. csellószonáta, km. Msztyiszlav Rosztropovics, gordonka, Columbia, 1959. november
- Mahler: 9. szimfónia, Columbia, november 1965. Mind az öt tétel első kereskedelmi rögzítése, a Deryck Cooke-kal felvett teljes változat

1968-ban Paul Hindemith: Mathis a festő, Carl Orff: Carmina Burana felvételeivel elnyerte a Grammy-díjat, Sosztakovics szimfóniája 4., 13., 14., és 15., Carl Nielsen 1. és 6. Anton Webern Im Sommerwind és Krzysztof Penderecki Reggel c. műve mellett.
Ormándy is megbízást kapott Muszorgszkij: Egy kiállítás képei egyik változatára, amelyben a Philadelphia Orchestrával saját verziójukban ment volna, mert a Ravel-féle hangszerelés abban az időben még Szergej Kuszevickij tulajdona volt, aki már megbízást adott a Boston Symphony Orchestra számára, és  tőlük meg is jelent a szám. Így Ormándy Lucien Cailliet-t (1891-1984) kérte fel a Philadelphia házi szerzőjének, aki tagja volt a fafúvós szekciónak, hogy újra hangszerelje és vezényelje az 1937. február 5-i bemutatón. A felvétel is elkészült az RCA Victornál még ugyanebben az évben. (Azóta a Biddulph már újra kiadta CD-n.) Ormándy végül visszatért a Ravel-hangszereléshez és három ízben felvette (1953, 1966 és 1973).

### Más említésre méltó felvételek
Ormándy Philadelphia-felvételei (a felvétel évével):
- Bartók: 3. zongoraverseny (km. Sándor György (1946, Columbia Records, 2002-ben CD-formában a Pearl újra kiadta)
- Debussy: La Damoiselle élue, kantáta (1947, Columbia, km. Bidu Sayão és Rosalind Nadell)
- Delius: Zenekari művek (a Brigg Fair angol népdal, a 2. táncrapszódia és a 'Tavasszal hallva az első kakukkot', 1961-1962, Columbia)
- Holst: A bolygók (1975, RCA Red Seal)
- Liszt: 1. zongoraverseny (1952, Columbia, Claudio Arrau)
- Mahler: 10. szimfónia, teljes változat (km. Deryck Cooke, 1965, Columbia)
- Nielsen: 6. szimfónia (1966, Columbia)
- Orff: Carmina Burana (1960, Columbia)
- Prokofjev: 5. szimfónia (1957, Columbia)
- Prokofjev: 6. szimfónia (1961, Columbia)
- Rahmanyinov: Szimfonikus táncok (1960, Columbia)
- Rahmanyinov: 2. szimfónia (1973, RCA)
- Ravel: Zongoraverseny bal kézre (km. Robert Casadesus, 1947, Columbia)
- Sosztakovics: 4. szimfónia (1963, Columbia)
- Sosztakovics: 13. szimfónia (Babi Yar) (km. Tom Krause és a Mendelssohn Kórus Philadelphia, 1970, RCA, a CD-t csak Japánban forgalmazták)
- Sosztakovics: 14. szimfónia (km. Phyllis Curtin és Simon Estes, 1971, RCA, a CD-t csak Japánban forgalmazták)
- Sosztakovics: 15. szimfónia (1972, RCA)
- Sibelius: 4. szimfónia (1954, Columbia)
- Sibelius: Négy szimfonikus költeménye; Kalevala (más néven a Lemminkäinen Suite) (1978, EMI)
- Richard Strauss: Hősi élet (Ein Heldenleben) (1960, Columbia)
- Strauss: Don Quixote (km. Lorne Munroe – szólógordonka és Carlton Cooley – szólóbrácsa, 1961, Columbia)
- Csajkovszkij: D-dúr hegedűverseny (km. Itzhak Perlman, 1978 EMI)
- Csajkovszkij: 4. szimfónia (1963, Columbia)
- Csajkovszkij: 5. szimfónia (1959, Columbia)
- Csajkovszkij: 6. Pathetique szimfónia (1960, Columbia)
- Csajkovszkij: A diótörő (részlet) (1963, Columbia)

#### Méltó újrakiadásban
- Az eredeti Jacket Gyűjtemény: Ormándy Jenő [10 lemez] (2008, Sony / RCA)
- Ormándy Jenő Teljes Csajkovszkij (2013, Sony / RCA) – 12 db-os CD-szett

## Filmográfia
- Night Song  (1948)

## Fordítás
- Ez a szócikk részben vagy egészben  az   Eugene Ormandy című angol Wikipédia-szócikk ezen változatának fordításán alapul.  Az eredeti cikk szerkesztőit annak laptörténete sorolja fel. Ez a jelzés csupán a megfogalmazás eredetét és a szerzői jogokat jelzi, nem szolgál a cikkben szereplő információk forrásmegjelöléseként.